# أناشيد الأطفال

## أناشيد الأطفال
هو جنس من أجناس أدب الطفل تعتبر الأناشيد والتنغيم من أهم الفنون التي يستجيب لها الطفل في فترة مبكرة من حياته لأنها تساعد الأطفال على سرعة الحفظ، كما تشجع النغمات الإيقاعية الطفل المتلعثم في الكلام أثناء الأناشيد، ويميل الأطفال إلى التنغيم والإيقاع ويمتلكون ميلاً فطرياً لذلك، وقد أخذ النشيد طابعاً منهجياً حين دخل إلى كتب الأطفال بطريقة هادفة ومفيدة وموجهة لنفع الأطفال لتحقيق الفوائد التربوية المرجوة. وهكذا يساعد النشاط الموسيقي الجوانب الأخرى المعرفية والوجدانية والحركية، أي أنه ليس نشاطاً قائماً بذاته، وتشتمل الأناشيد على الغناء والتصفيق والألعاب الحركية المختلفة.
تنبع أهمية الأناشيد من كونها قطعًا أدبية جميلة يحبها الأطفال، ويتحمسون لألحانها، وينشدونها في أوقات فراغهم، ولهوهم، ونشاطهم.
ولا شك في أن أناشيد الأطفال، كمحورٍ مهمٍّ من محاور ثقافة الطفل، تقع على عاتقها مسؤولية الإسهام في تربية الطفل وبناء القيم لديه؛ باعتبارها مادة ثقافية تربوية توظف لتؤدي دوراً فاعلاً في بناء النظام القيمي عند الطفل، وبما يحقق ترشيد سلوكه ودفعه للسير في الدرب الصحيح، لذلك لا بد من تنقية أناشيد الأطفال من كل ما يسيء إلى الفضائل وتوجيه قدراتها للإسهام في خدمة الجمال الحقيقي والقيم التربوية الصحيحة، نظراً لسرعة تأثر الأطفال بالمواقف التي تشدهم والأحداث التي تثير اهتمامهم، فينفعلون ويتفاعلون معها، وهم أكثر استجابة للتأثر بالأناشيد في تنشئتهم حيث تستطيع أن توضح لهم الطريق نحو الأجمل والأفضل وتستطيع أن تُكَوِّنَ عندهم احترام التقاليد والقيم الإنسانية بروح عالية.

## أهداف الأناشيد
ويحقق المربي من تدريس الأغاني والأناشيد أهدافًا كثيرة، تربوية، وخلقية، ولغوية منها:
- معالجة الطالب الخجول، إذ تتيح له الأناشيد فرصة النطق بصوت مرتفع مع زملائه، أو منفردًا.
- تحسين النطق، وإخراج الحروف من مخارجها بوضوح أثناء الإنشاد.
- تعتبر من بواعث السرور للطلبة، وأثرها واضح في تجديد نشاطهم، وتبديد سآمتهم.
- تزيد من إثارة الطلبة، وتبعث فيهم الحمية والحماسة، وتقوي شخصياتهم.
- إكساب الطلبة الصفات النبيلة والمثل العليا.
- إكساب الطلبة للمعارف والمفاهيم بصورة محببة شائقة.

## مجالات مواضيع الأغاني والأناشيد[1]
أولاً: المجال الخلقي والتهذيبي:
تستخدم الأغاني والأناشيد لتثبيت التوجيهات التربوية التي تدعو إلى الفضائل في التعامل مع الآخرين، وجعل التصرفات اللائقة عادات راسخة يقوم بها الفرد بصورة تلقائية بعد اكتسابها في مراحل مبكرة من عمره، ونذكر في ذلك أمثلة كالنظافة، والصدق، والأمانة، وتحية الآخرين، واحترام الكبار والمعلمين.
ثانيًا: المجال التعليمي:
تتناول الأغاني والأناشيد في هذا المجال موضوعات لها علاقة بالمهارات والمعارف التي يدرسها الأطفال في المدارس، مثل القراءة، والحساب، واللغة الأجنبية، والعلوم المختلفة، والاجتماعيات.
و لم تخل طرق التدريس القديمة من وسائل التعلم التي أثبتت نجاعتها، فالعرب صاغوا كثيرًا من قواعد اللغة وكثيرًا من الموضوعات في أشعار ينشدونها ومن أمثلتها ألفية ابن مالك، ونذكر هنا أغنية حروف الجر مثلاً:
هاك حروف الجر وهي: من إلى
في عن على مذ منذ رب وخلا
حاشى وكافٌ، لامٌ، باءٌ زائدة
وأوٌ وتاء القسم في المنتهى
ثالثاً: مجال الأناشيد الوطنية:
وهي الأغاني والأناشيد التي تتناول موضوعاتها حب الوطن والانتماء إليه والتضحية في سبيله، وإحياء ذكرى أبطاله ومآثرهم.
رابعًا: مجال الأناشيد الدينية:
إن الغناء الديني قديم جدًا، ولقد كان القدماء يغنون لآلهتهم التي اعتقدوا بأنها تسير الظواهر والأحداث الطبيعية، وكانت العرب قبل الإسلام تلبي نداء الحج وتهلل حول الكعبة.
ولقد أنعم الله على العرب بالإسلام، الذي سمح لهم بالتلبية والتهليل في مناسك الحج معدلاً التلبية والتهليل بما يتناسب والعقيدة الإسلامية.
ولقد ثابر المسلمون في أمصارهم على الاحتفال بالأعياد، والمناسبات الإسلامية بالغناء من إنشاد أناشيد دينية مختلفة المواضيع بالعامية والفصحى، كما استفاد المربون والمعلمون العرب من موهبة الغناء والنشيد في تعليم الأطفال الفكر والأصول الإسلامية وتثبيتها في نفوسهم.
خامسًا: المجال الترفيهي:
إن الأغاني والأناشيد إلى جانب أنها ذات فوائد عظيم للتربية وارتقاء الحس والذوق، فإن لها فوائد كبيرة على النفس البشرية، خاصة في الترويح عن النفس، أو حتى في تغيير حالة الإنسان النفسية من حالة على أخرى، فقد يكون الإنسان حزينًا مبتئسًا فيسمع نوعًا من الأغاني والأناشيد فيخفف عنه ويريحه؛ وقد تنقله الأغاني والأناشيد إلى وضعٍ فيه حيوية وفرح ينسيه ما كان فيه من حزن وبؤس.
وفي الجانب الترفيهي هناك أغانٍ وأناشيد ممتعة للنفس مريحة لها دون الخوض في أهدافٍ بعينها، ومثل هذه الأغاني والأناشيد يبتكرها الأطفال بأنفسهم أحيانًا وبعضها موضوع ومؤلف حسب نظرة تربوية محددة.

## اختيار الأناشيد
حيث أن الطالب وخصوصًا الطفل، ينفر من أي نص لا يفهمه، فلا بد عند تأليف الأناشيد أو اختيارها أن تكون فكرتها جميلة، وموسيقاها عذبة، وألفاظها سهلة.

## عناصراختيار الأناشيد
- خلوها من الكلمات الغريبة أو الصعبة.
- أن يكون موضوعها شائقًا محببًا للطلبة ومثيرًا لعواطفهم.
- أن تكون ذات أهداف وأغراض تتعلق ببيئة الطلبة ومجتمعهم، أو وطنهم وأمتهم، أو تذكي الروح الدينية عندهم، أو تنمي فيهم الأخلاق والفضائل، أو تتصل بمناسبات دينية ووطنية.
- أن يكون الخيال في الأناشيد قريبًا من مدارك الطلبة.
- أن يكون النشيد ملائمًا لميول الطلبة ورغباتهم.

## فاعلية أغاني وأناشيد الأطفال[2]
كما أن هناك العديد من العوامل التي تؤثر في فاعلية أغاني وأناشيد الأطفال إيجابًا وسلبيًا
ولابد ونحن نختار الأغاني والأناشيد المقدمة للأطفال أن نضع في حسباننا بعض النقاط منها:
- أن تكون الأغاني والأناشيد المقدمة للأطفال ذات هدف واحد ومحدد فلا تقدمه بصورة عشوائية دون أن نسأل أنفسنا كمعلمين سؤالاً مهمًا وهو لماذا تقدم هذه الأغاني والأناشيد لهؤلاء الأطفال.
- الكلمات التي تتضمنها الأغاني والأناشيد يفضل أن يتسع لها القاموس اللغوي للطفل.
- يفضل أن تبعث الأغاني والأناشيد في نفس الطفل البهجة والسرور وذلك لأن عواطف وانفعالات الطفل لا تتسع للانفعالات الحادة كالحزن والقلق واليأس وما إلى ذلك.
- القدرات الصوتية للطفل والطاقات التعبيرية ينبغي أن توضع في الحسبان عند تقديم الأغاني والأناشيد للأطفال.
- إيقاع الأغاني والأناشيد ينبغي أن يتميز بالسهولة واليسر، فإذا كانت الكلمات سهلة وسلسة كان الإيقاع كذلك.
- كلمات الأغاني والأناشيد يفضل أن تستوحي من عالم الطفل المحيط به مثل والديه وأخوته والحيوانات والطيور.
- أن تحمل الأغاني والأناشيد أفكارًا وفيما تمد الطفل بالتجارب والخبرات، وتجعلهم أكثر إحساسًا بالحياة وأن تكون تلك واضحة، يستطيع الطفل أن يدركها.
- يفضل أن يصاحب الأغاني والأناشيد آلات موسيقية يشترط أن تكون مناسبة.
- أن تسهم الأغاني والأناشيد في إشباع حاجات الأطفال وتتجاوب مع خصوصياتهم، حتى يرددها بينه وبين نفسه، أو في أماكنه الخاصة، أو أن ينشرها الأطفال في رحلاتهم.
- أن تعمل هذه الأناشيد والأغاني على إثارة العواطف القومية والوطنية والدينية والإنسانية حتى تستطيع مخاطبة وجدان الأطفال.
- يفضل ألا تتناول الأغنية والنشيد المقدم للطفل أكثر من فكرة واحدة أو تدور حول أكثر من موضوع.
- الأغنية والنشيد حينما تصاغ في قالب قصصي أو درامي مشوق تلقى المزيد من الإقبال من جانب الأطفال.
- من الأفضل أن تكون الأغاني والأناشيد في خدمة التجمعات المحببة للأطفال مثل تجمع الفلاحين وهم يجنون ثمار ومحصول حقولهم، وتجمع الصيادين، والعمال، والتجار والمحاربين، وأصحاب الحرف الذين ينبغي أن تكون لهم أناشيدهم وأغانيهم ليستطيع الأطفال مشاركتهم وجدانيًا عن طريق هذه الأناشيد والأغاني.
- أن تكون الأغاني والأناشيد متجاوبة مع الأحداث، والمناسبات التي تحقق للطفل الالتحام الاجتماعي، وتلك المناسبات والأحداث التي تحقق للأطفال ارتباطًا وثيقًا بالدين والوطن.
- تجانس الألفاظ مع المعاني مهم في أناشيد وأغاني الأطفال فينبغي أن يكون اللفظ رقيقًا في المواقف الرقيقة، وأن يكون قويًا في المواقف القوية، وأن يتناسب اللفظ مع المعنى بعيدًا عن الحشو المخل، والقصور الذي لا يفي بالمعنى.

## القيم في أناشيد الأطفال

### القيم الدينية والاخلاقية
يعزز النشيد في الطفل القيم الدينية كالايمان بالله والتأمل في قدرة الله وتحبيبه في اشكال العبادات، ويختلف تناول النشيد باختلاف المجتمع وطبيعة نظرته وتعامله مع الدين وهذا يغير في الطفل عملية تفاعله مع الحياة من حوله ويقوي فهمه ونظرته للكون. كما وان النشيد يساعد في ترسيخ الاخلاق السليمة التي تساعد الطفل في التعاطي بطريقة سليمة مع المجتمع وتترك اثرا ايجابيا في نفس الطفل كالصدق والتسامح والمشاركة والحلم وغيرها.

### القيم الاجتماعية
يبني النشيد اصول وقواعد في شخصية الطفل تحدد ارتباطه بالاشخاص الذين يتعايش معهم كالاسرة والجيران والاصدقاء وغيرهم، وهذا يساعد في تطوير وتقويم سلوك الطفل بشكل تلقائي يخلق لديه اجواء التعاون والحب والاحترام.. كبر الوالدين واداب التعامل والترحيب والاستقبال والإحسان..
بالإضافة ان النشيد تضمنت غرس حب الوطن في نفس الطفل مما يخلق لديه توازن يخلق لديه دافع الانتماء لما هو يخص الجميع والذي يحقق للطفل نوع من الاتزان النفسي.

### القيم الإنسانية
احد القيم الشاملة التي تضبط تفاعل الطفل بالعالم بأسره، وبأي شخص في أي مكان بغض النظر عن وطنه أو لونه أو انتمائه. ذلك يخلق في الطفل عامل التكافئ كالعدالة والمساواة ويبني في داخله نبذ التميز بانواعه ما يجعله يتفهم سلوكيات وعادات الاخرين وتقاليدهم مما يجعله يتعرف على الحضارة الانساية ككل.

### القيم الشخصية
هذه القيم التي تشكل نظرة الطفل إلى ذاته والعالم كله في المقابل اهمها المثابرة والصبر والتكيف والشجاعة وتحمل المسؤلية والطوح وغيرها، مما يخلق مستقبلا يحدده الطفل بميولاته وتوجهاته. وذلك يخلق دافع كبير لدى الطفل باجواء تنافس رغبة في الوصول لاهدافه بنجاح، مما يجعله ينبذ سلبيات كثيرة كالخمول والكسل والإهمال والفوضى مما يرسخ العادات الايجابية لديه.
القيم المعرفية:
إن من أهم ما يدأب عليه نشيد الطفل هو تقديم المعلومة بطريقة سهلة سائغة تقدم المتعة والفائدة للطفل في آن معاً، وهنا تأتي القيم المعرفية التي تتضمن تعميق إيمان الطفل بالعلم وأهميته في تقدم الإنسانية، وتقدير العلم والعلماء والاكتشاف، وقد علمنا الدين الحنيف أن دروب العلم هي من أشرف الدروب، وكانت أول آية قرآنية نزلت على النبي محمد صلى الله عليه وسلم هي قوله تعالى: (اقرأ)، لذلك يجب على أناشيد الأطفال الإسهام في ترسيخ الدعوة القرآنية الأولى وحث الطفل على القراءة والتمسك بسبل العلم والمعرفة.
فنشيد الطفل وإن كان لا يشبع نهم الطفل إلى المعرفة الكاملة حول الموضوع المطروق لكنه سيكون بالتأكيد محفزاً له على القراءة والاطلاع، فهو في النشيد السابق عندما سيعلم ما للعرب من إنجازات علمية سيقرأ أكثر في هذا المجال ليشبع نهمه إلى المعرفة.
القيم الصحية والترويحية:
تقدم القيم الصحية نموذجاً لكل ما يجب اتباعه للحفاظ على الصحة من خلال الوقاية واتباع عادات صحية سليمة كالنظافة وممارسة الرياضة وآداب الطعام وغيرها..
أما القيم الترويحية فهي التي تسهم في إبعاد الطفل عن الملل والإرهاق، ويدخل في ذلك ممارسة الهوايات وتنظيم الوقت، ولعل النشيد السابق يقدم الرياضة على أنها نموذج للقيم الصحية والترويحية معاً.
لا بد من التأكيد على ضرورة عناية الأناشيد بهوايات الأطفال والتركيز على تنميتها، بل وتعريف الطفل على فنون جديدة تغريه بتعلمها واتخاذها كهواية ممتعة، والإسهام في تفجير مكامن الموهبة لديه ودفعه إلى إظهار طاقاته واستثمارها في مختلف المجالات، فهذا كله يساعد الطفل على الاستفادة من وقته بالشكل الأمثل فيما يمتعه ويسليه ويروح عن نفسه ويعود عليه بالنفع وعلى أمته ومجتمعه.
إن القيم المعرفية والقيم الصحية والترويحية من أهم القيم التي تنمي شخصية الطفل وتطور قدراته وتهذب ميوله وتفجر طاقاته بما تطرحه من مفاهيم تربوية جوهرية ومهمة، ولا بد من أن تُؤَسَّسَ هذهِ القِيَمُ عندَ الأطفال بكافة الوسائل، ولعل أناشيد الأطفال من أفضل الوسائل التي تؤدي هذه المهمة بالشكل الأمثل نظراً لقرب هذه الأناشيد من نفس الطفل ومحاكاتها لعالمه العميق الفسيح على رغم بساطته والبراءة التي تسود أجواءه.

### القيم الجمالية
ينمي النشيد لدى الطفل الشعور بالجمال من حوله، ويدله على مكامن تحسس الجمال في الامور والاشياء ليشعر به حسيا ومعنويا، وذلك يحقق له اشباع نفسي وروحي مما يخلق له اتزان عاطفي. كتحسس جمال الفصول الاربعة ومشاهد الشروق والغروب وكذلك نعم الله ومخلوقاته وامور معنوية كجمال العيد وفرحته أو يوم الجمعة وغيرها..

## معايير اختيار أناشيد للأطفال
- دوران الشعر حول هدف تربوي.
- بساطة الفكرة ووضوحها وتناولها المعاني الحسية.
- ارتباط الشعر بالمعجم اللغوي للطفل.
- ارتباط الشعر بالفكاهة والبهجة والسرور المملوءة بالحيوية.
- تنمية خيال الأطفال وأيقاظ مشاعرهم وإحساسهم بالجمال.
- الإيقاع الشعري المتكرر في الشعر للأطفال.
- تنوع شعر الأطفال.
- ارتباط الشعر بأهداف أدب الأطفال.